# Задужбина Јакова Игњатовића
Задужбина Јакова Игњатовића (мађ. Jakov Ignjatović Alapítvány) основана је на иницијативу најугледнијег српског књижевника у Мађарској Стојана Д. Вујичића 5. јула 1988. године (на дан стоте годишњице смрти Јакова Игњатовића) у Будимпешти. Оснивачи ове Задужбине били су српски интелектуалци који живе у мађарској престоници: Стојан Д. Вујичић, Радомир Ластић, Предраг Степановић, Петар Милошевић и Олга Обреновић.
Циљ Задужбине Јакова Игњатовића је неговање вишевековне културне и духовне традиције Срба у Мађарској.
Сваке године се 8. децембра на дан рођења Јакова Игњатовића додељује повеља Задужбине са медаљом (рад академског вајара Небојше Митрића).
Први председник Задужбине био је Стојан Д. Вујичић. После Вујичићеве смрти, од 2002. године на челу Задужбине Јакова Игњатовића налази се Радомир Ластић. У периоду између 2002–2004. председник кураторијума био је Милан Степанов, а од 2004. године ову функцију обавља Драгомир Дујмов.
Почев од децембра 2003. године Задужбина потпомаже излажење листа Невен, прилога Српских недељних новина, недељника који на српском језику у Будимпешти.